# Леопольд II (імператор Священної Римської імперії)
Леопо́льд II (лат. Leopoldus II; 5 травня 1747 — 1 березня 1792) — імператор Священної Римської імперії (1790—1792). Король Німеччини, Угорщини, Богемії, Галичини і Володимерії; ерцгерцог Австрії, герцог Лотарингії (1790—1792). Великий герцог Тосканський (1765—1790). Представник Лотаринзької гілки Габсбурзького дому. Народився у Відні, Австрія. Третій син австрійського імператора Франца I та Марії-Терезії. Обраний імператором після смерті бездітного старшого брата Йосифа ІІ. Правив під гаслом «Pietate et concordia» (Побожністю та згодою). За життя прославився як освічений і талановитий монарх. Був послідовником поміркованого просвітництва: скасував смертну кару та катування, обмежив поміщицьке свавілля. Призупинив аграрну реформу і впровадження єдиного податку. Приборкав антиавстрійські виступи в Угорщині та революцію в Бельгії (1790). Уклав Райхенбахський договір з Пруссією, отримавши від неї частину польських теренів (1790). Завершив війну із Османською імперією (1791), яка не принесла вигоди жодній зі сторін. Водночас, як союзник Росії допоміг їй вибороти у турків Крим і Південну Україну (1792). Після Пільніцької декларації (1791) уклав угоду із Пруссією проти революційної Франції (1792) на підтримку сестри Марії-Антуанетти та шваґра Людовика XVI. Раптово помер у Відні від пневмонії у 44-річному віці. Похований у Імператорському склепі Капуцинської церкви. Його трон успадкував син Франц II.

## Імена
- Леопо́льд II (лат. Leopoldus II, нім., хорв. і словен. Leopold II., угор. II. Lipót, італ. Leopoldo II, фр. Léopold II) — коротке, з порядковим номером правителя.
- Леопо́льд I (нім. Leopold І.) — як перший правитель Великого князівства Тосканського з таким іменем[2]; зрідка вживалося у тосканських джерелах[3]. Також як перший герцог Брабантський із таким іменем.
- Пе́тер-Леопо́льд (нім. Peter Leopold) — як ерцгерцог Австрійський[2].
- Петро́-Леопо́льд (лат. Petrus Leopoldus) — як король Угорський[2].
- Петер Леопольд Йозеф Антон Йоахім Пій Готтхард фон Габсбург-Лотарінген (лат. Petrus Leopoldus Ioannes Antonius Joachim Pius Gotthardus von Habsburg-Lothringen[4]; нім. Peter Leopold Joseph Anton Joachim Pius Gotthard von Habsburg-Lothringen) — повне ім'я.
- П'є́тро-Леопо́льдо (італ. Pietro Leopoldo; нім. Peter Leopold I.), або Леопо́льдо-П'є́тро (італ. Leopoldo Pietro, нім. Leopold Peter I.) — як правитель Великого князівства Тосканського[2]; часто вживалося у тосканських джерелах[3].
- Петро́-Леопо́льд Га́бсбург-Лотари́нзький (лат. Petrus Leopoldus von Habsburg-Lothringen; нім. Peter Leopold von Habsburg-Lothringen, італ. Pietro Leopoldo d'Asburgo Lorena)

## Біографія

### Молоді роки
Леопольд II народився 5 травня 1747 року у Відні, в столиці Священної Римської імперії. Він був третім сином і дев'ятою дитиною імператриці Марії-Терезії та її чоловіка, лотаринзького герцога й імператора Франца I із Габсбурзько-Лотаринзького дому. Леопольд став першим «багрянородним» австрійським ерцгерцогом: він з'явився на світ після інтронізації батька в 1745 році.
Хрещеною матір'ю Леопольда була російська імператриця Єлизавета, донька російського імператора Петра І. За її наполяганням новонародженого охрестили Петром, іменем її батька, нетиповим для чоловіків із династії Габсбургів. У Австрії майбутнього імператора звали Леопольдом, а у Тоскані — переважно П'єтро-Леопольдо, зрідка — Леопольдо.
У 6 років Леопольда заручили із Марією-Беатріче д'Есте, спадкоємницею Модени. 16 січня 1761 року, через смерть старшого брата Карла, хлопця проголосили наступником трону Великого герцогства Тосканського, а руку моденської принцеси віддали його молодшому братові Фердинанду.

### Тосканський герцог
Після смерті батька 18 серпня 1765 року вступив до управління Тосканою під ім'ям Петра Леопольда I (Пьєтро Леопольдо I). Спочатку під керівництвом соратників імператриці, маркіза Ботта та графа Розенберга, пізніше самостійно, Леопольд проводив помірковані, але послідовні реформи.

### Імператор
1790 року Леопольд отримав у спадок імператорську корону від бездітного брата. Держава перебувала у повному розладі (див. Йосиф II). Леопольд доклав зусиль до заспокоєння станового, національного та клерикального невдоволення. Повстання у Бельгії та Угорщині було придушено; за допомогою Рейхенбахської угоди (липень 1790) вдалось утримати Пруссію від придбань у Польщі; австрійсько-турецька війна завершилась 1791 року Систівським миром.
Скасував закон попередника — Йосифа ІІ — про ліквідацію панщини від 10 лютого 1789 року.
До Французької революції Леопольд, хоч і був братом Марії-Антуанетти, ставився з обережністю і лише після спроби втечі короля погодився спочатку з прусським послом Бішоффвердером, потім із самим Фрідріхом Вільгельмом II стосовно оборонно-наступальних дій проти Франції. З прийняттям французької конституції Людовиком XVI (14 вересня 1791) Леопольд оголосив, що мети угоди попередньо досягнуто. Нові ускладнення стали поштовхом для нового союзу німецьких держав 7 лютого 1792 року; але й тепер Леопольд думав більше про оборону. Після оголошення війни з боку Франції Леопольд несподівано помер 1 березня 1792 року.

## Родина
Дружина — Марія-Луїза (1745—1792), дочка Карла III, короля Іспанії.
Діти:
- Марія Тереза (1767—1827) — 1787 року одружилась з Антоном, королем Саксонії
- Франц (1768—1835) — останній імператор Священної Римської імперії й перший австрійський імператор
- Фердинанд (1769—1824) — Король обох Галичин, Великий Герцог Тосканський
- Марія Анна (1770—1809) — абатиса
- Карл Людвіг (1771—1847) — герцог Тешенський
- Олександр Леопольд (1772—1795) — палатин Угорщини
- Альбрехт Йоханн Йозеф (1773—1774)
- Максиміліан (1774—1778)
- Йосип (1776—1847) — палатин Угорщини, з 1799 року одружений з Олександрою Павлівною
- Клементина (1777—1801) — 1797 року вийшла заміж за Франциска I, короля Обох Сицилий
- Антон Віктор (1779—1835) — голова Тевтонського ордену
- Марія Амалія (1780—1789)
- Іоанн Баптист (1782—1859) — граф Меранський
- Райнер Йосип (1783—1853) — віце-король Ломбардо-Венеційського королівства; 1820 року одружився з Єлизаветою Савойською-Каріньяно
- Людвіг (1784—1864) — фельдмаршал-лейтенант
- Рудольф (1788—1831) — кардинал та архієпископ Оломоуцький

## Титули

Великий герб імператора Леопольда ІІ. У центрі — герб Лотаринзьких Габсбургів як герцогів Лотарингії, ерцгерцогів Австрії та великих князів Тоскани.

### Малий
- лат. Leopoldus II. Dei gratia electus Romanorum Imperator semper augustus, Germaniae, Hungariae et Bohemiae etc. Rex; Archidux Austriae; Dux Burgundiae et Lotharingiae; Magnus Dux Hetruriae etc. etc.[6]
- Леопольд ІІ, милістю Божою, виборний Імператор римлян, завжди величний, король Німеччини, Угорщини і Богемії, і т. д.; ерцгерцог Австрійський; герцог Бургундський та Лотаринзький; великий герцог Тосканський, і т. д., і т. д.

### Середній
- лат. Nos Leopoldus II. divina favente clementia electus Romanorum Imperator semper augustus, Germaniae, Hungariae, Bohemiae, Dalmatiae, Croatiae, Slavoniae, Galiciae, Lodomeriae et Hierosolymae Rex; Archidux Austriae; Dux Burgundiae et Lotharingiae; Magnus Dux Hetruriae; Magnus Princeps Transilvaniae; Dux Mediolani, Mantuae, Parmae, etc. Comes Habsburgi, Flandriae, Tyrolis etc. etc.[6]
- Ми, Леопольд ІІ, з божественної ласкавої милості, виборний Імператор римлян, завжди величний, король Німеччини, Угорщини, Богемії, Далмації, Хорватії, Славонії, Галичини і Володимирії та Єрусалиму; ерцгерцог Австрійський; герцог Бургундський і Лотаринзький; великий герцог Тосканський; великий князь Трансільванський; герцог Міланський, Мантуанський, Пармський і т. д. граф Габсбурзький, Фландрський, Тірольський, і т. д., і т. д.

### Великий
- лат. Nos Leopoldus II. Divina Favente Clementia, electus Romanorum Imperator semper augustus, Germaniae, Hungariae, Bohemiae, Dalmatiae, Croatiae, Slavoniae, Galiciae, Lodomeriae, et Hierosolymae Rex; Archidux Austriae; Dux Burgundiae, Lotharingiae, Styriae, Carinthiae et Carnioliae; Magnus Dux Hetruriae; Magnus Princeps Transilvaniae; Marchio Moraviae; Dux Brabantiae, Limburgi, Lucemburgi et Geldriae, Würtembergae, superioris et inferioris Silesiae, Mediolani, Mantuae, Parmae, Placentiae, Guastallae, Osveciniae et Zatoriae, Calabriae, Barri, Montisferrati et Teschinae; Princeps Sueviae et Carolopolis; Comes Habsburgi, Flandriae, Tyrolis, Hannoniae, Kiburgi, Goritiae et Gradiscae; Marchio Sacri Romani Imperii, Burgoviae, superioris et inferioris Lusatiae, Mussoponti et Nomenei; Comes Namurci, Provinciae Valdemontis, Albimontis, Zutphaniae, Sarwerdae, Salmaeet Falkenstenii; Dominus Marchiae Slavonicae et Mechliniae.[6]

- Ми, Леопольд ІІ, з божественної ласкавої милості, виборний Імператор римлян, завжди величний, король Німеччини, Угорщини, Богемії, Далмації, Хорватії, Славонії, Галичини та Волині, і Єрусалиму; ерцгерцог Австрійський; герцог Бургундський і Лотаринзький; великий герцог Тосканський; великий князь Трансільванський; маркграф Моравський; герцог Брабантський, Лімбурзький, Люксембурзький і Гелдернський, Вюртемберзький, Верхньої і Нижньої Сілезії, Міланський, Манутанський, Пармський і П'яченцький, Гуастальський, Освенцимський і Заторський, Калабрійський, Баррійський, Монфератський і Тешинський.

## Цікаві факти
Леопольд II першим з правителів європейських держав 30 листопада 1786 року повністю скасував смертну кару у Великому герцогстві Тосканському. На честь цієї події, починаючи з 2002 року, відзначається Міжнародний день «Міста за життя».

## Нагороди
- Військовий орден Марії Терезії
- Орден Золотого руна

### Монографії
- Adler, S. Die Unterrichtsverfassung Kaiser Leopolds II. und die finanzielle Fundierung der österreichischen Universitäten nach den Anträgen Martinis. Wien-Leipzig, 1917.
- Anzilotti, A. Decentramento amministrativo e riforma municipale in Toscana sotto Pietro Leopoldo. Francesco Lumachi, 1910.
- Bibl, V. Die Restauration der niederösterreichischen Landesverfassung unter Kaiser Leopold II. Innsbruck, 1902.
- Büchi, H. Finanzen und Finanzpolitik Toskanas im Zeitalter der Aufklärung (1737—1790) im Rahmen der Wirtschaftspolitik. Berlin: Ebering, 1915.
- Codignola, E. Iluministi, giansenisti e giacobini nell'Italia del Settecento. Firenze: Nuova Italia, 1947;
- Peham, H. Leopold II. Herrscher mit weiser Hand. Styria, Graz u. a. 1987.
- Pesendorfer F. Die Habsburger in der Toskana. Wien, 1988.
- Wandruszka, A. Leopold II. Erzherzog von Österreich, Großherzog von Toskana, König von Ungarn und Böhmen, Römischer Kaiser: in 2 bd. (I: 1747—1780, II: 1780—1792). Wien-München, 1963—1965.
- Weissensteiner, F. Die Söhne Maria Theresias. Wien: Kremayer & Scheriau, 2004.
- Wolf A., v. Zwiedinek-Sudenhorst A. Oesterreich unter Maria Theresia, Joseph II u. Leopold II. Wien, 1884.
- Zimmermann, J. Das Verfassungsprojekt des Grossherzogs Peter Leopold von Toscana. Heidelberg: Carl Winter, 1901.

### Довідники
- Adam Wandruszka. Leopold II.. // Neue Deutsche Biographie. Berlin, 1985, Band 14, S. 260–266 (Digitalisat).
- Огуй, О. Д. Леопольд II Габсбург [Архівовано 29 липня 2020 у Wayback Machine.] // Енциклопедія історії України : у 10 т. / редкол.: В. А. Смолій (голова) та ін. ; Інститут історії України НАН України. — К. : Наукова думка, 2009. — Т. 6 : Ла — Мі. — С. 122. — ISBN 978-966-00-1028-1.